# Barnabas Sibusiso Dlamini
Barnabas Sibusiso Dlamini, född 15 maj 1942, död 28 september 2018, var en swaziländsk politiker som var Swazilands premiärminister 1996–2003 och 2008–2018.